# Ministère de la Guerre (Japon)
Pour les articles homonymes, voir Ministère de la Guerre.

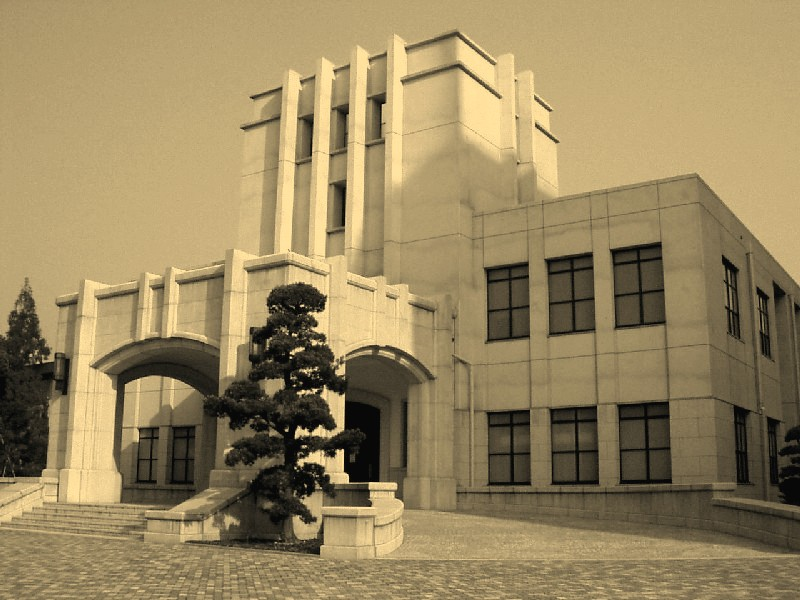
Quartier-général de l'armée impériale japonaise, Tokyo, de 1937 à 1945.

Le ministère de l'Armée (陸軍省, Rikugunshō) était un ministère de l'empire du Japon chargé d'administrer l'armée impériale japonaise. Il exista de 1872 à 1945. 

## Histoire
Le ministère de l'Armée fut créé en avril 1872, en même temps que celui de la Marine, pour remplacer le ministère des Affaires militaires (Hyōbushō) au sein du gouvernement de Meiji.
Initialement, le ministère de l'Armée était chargé de l'administration et du commandement opérationnel de l'armée impériale japonaise. Cependant, avec la création de l'État-major de l'armée impériale japonaise en décembre 1878, il ne lui restait plus que les fonctions administratives. Son rôle premier était de gérer le budget de l'armée, le paiement du personnel, d'acheter du matériel, d'assurer les liaisons avec la diète du Japon et du Cabinet et de s'occuper des grandes questions de la politique militaire.
Le poste de ministre de l'armée était l'un des plus puissants du gouvernement. Bien qu'il devait être membre du Cabinet après la création de celui-ci en 1885, le ministre de l'armée avait la particularité de ne répondre de ses actes qu'à l'empereur exclusivement (le commandant en chef de toutes les forces armées japonaises sous la constitution Meiji) et non au Premier ministre.
Le poste de ministre de l'armée était généralement attribué à un général de l'armée en activité. Cette pratique devint même obligatoire avec une loi de 1900 entreprise par Aritomo Yamagata, qui était destinée à briser l'influence des partis politiques dans les affaires militaires. Abolie en 1913 par le gouvernement de Gonnohyoe Yamamoto, la loi fut revotée en 1936 par le premier ministre Kōki Hirota sur l'insistance de l'État-major général de l'armée. La capacité qu'avait l'armée à pouvoir refuser un ministre de l'armée qui ne lui plaisait pas lui donnait un droit de veto sur la formation de toute administration civile, et fut un facteur de l'érosion de la démocratie représentative et la montée du militarisme japonais.
Le ministère fut supprimé en décembre 1945 par l'occupant américain.

## Organisation
- Sous-secrétaire de l'armée (vice-ministre)
  - Bureau des affaires militaires
  - Bureau du personnel
  - Bureau des armes
  - Bureau des Services
  - Bureau de l'administration
  - Intendance (comptes et matériel)
  - Médical
  - Bureau de la justice
  - Bureau de mobilisation économique
  - Département de l'aéronautique
  - Mobilisation économique (supprimé en avril 1945)

Le ministère de l'armée et le quartier-général impérial étaient situés à Ichigaya (actuel Shinjuku).

## Liste des ministres de l'armée
| N° | Dates             | Dates             | Nom                  |
| -- | ----------------- | ----------------- | -------------------- |
| 1  | 22 décembre 1885  | 17 mai 1891       | Ōyama Iwao           |
| 2  | 17 mai 1891       | 8 août 1892       | Tomonosuke Takashima |
| 3  | 8 août 1892       | 31 août 1896      | Ōyama Iwao           |
| 4  | 31 août 1896      | 18 septembre 1896 | Saigō Tsugumichi     |
| 5  | 18 septembre 1896 | 20 septembre 1896 | Ōyama Iwao           |
| 6  | 20 septembre 1896 | 12 janvier 1898   | Tomonosuke Takashima |
| 7  | 12 janvier 1898   | 23 décembre 1900  | Tarō Katsura         |
| 8  | 23 décembre 1900  | 27 mars 1902      | Kodama Gentarō       |
| 9  | 27 mars 1902      | 30 août 1911      | Terauchi Masatake    |
| 10 | 30 août 1911      | 2 avril 1912      | Ishimoto Shinroku    |
| 11 | 5 avril 1912      | 21 décembre 1912  | Uehara Yūsaku        |
| 12 | 21 décembre 1912  | 24 juin 1913      | Kigoshi Yasutsuna    |
| 13 | 24 juin 1913      | 16 avril 1914     | Kusunose Yukihiko    |
| 14 | 16 avril 1914     | 30 mars 1916      | Oka Ichinosuke       |
| 15 | 30 mars 1916      | 29 septembre 1918 | Ōshima Ken'ichi      |
| 16 | 29 septembre 1918 | 9 juin 1921       | Tanaka Giichi        |
| 17 | 9 juin 1921       | 24 août 1923      | Yamanashi Hanzō      |
| 18 | 24 août 1923      | 2 septembre 1923  | Tanaka Giichi        |
| 19 | 2 septembre 1923  | 20 avril 1927     | Kazushige Ugaki      |
| 20 | 20 avril 1927     | 2 juillet 1929    | Yoshinori Shirakawa  |
| 21 | 2 juillet 1929    | 14 avril 1931     | Kazushige Ugaki      |
| 22 | 14 avril 1931     | 13 décembre 1931  | Jirō Minami          |
| 23 | 13 décembre 1931  | 23 janvier 1934   | Sadao Araki          |
| 24 | 23 janvier 1934   | 5 septembre 1935  | Senjūrō Hayashi      |
| 25 | 5 septembre 1935  | 9 mars 1936       | Yoshiyuki Kawashima  |
| 26 | 9 mars 1936       | 2 février 1937    | Hisaichi Terauchi    |
| 27 | 2 février 1937    | 9 février 1937    | Kōtarō Nakamura      |
| 28 | 9 février 1937    | 3 juin 1938       | Hajime Sugiyama      |
| 29 | 3 juin 1938       | 30 août 1939      | Seishirō Itagaki     |
| 30 | 30 août 1939      | 22 juillet 1940   | Shunroku Hata        |
| 31 | 22 juillet 1940   | 22 juillet 1944   | Hideki Tōjō          |
| 32 | 22 juillet 1944   | 7 avril 1945      | Hajime Sugiyama      |
| 33 | 7 avril 1945      | 14 août 1945      | Korechika Anami      |
| 34 | 17 août 1945      | 23 août 1945      | Naruhiko Higashikuni |
| 35 | 23 août 1945      | 1er décembre 1945 | Sadamu Shimomura     |